# Oskar von Miller
Oskar von Miller (ur. 7 maja 1855 w Monachium, zm. 9 kwietnia 1934 tamże) – niemiecki inżynier. Stworzył plan elektryfikacji całych Niemiec.

## Życiorys
W roku 1905 razem z Franzem Meyerem z zakładów optycznych Zeiss i z astronomem Maxem Wolfem zbudował w Deutsches Museum w Monachium planetarium. Pochodził ze znanej rodziny artystów i inżynierów. Jego ojciec Ferdinand von Miller prowadził królewską odlewnię rudy. Brat Oskara Ferdinand był dyrektorem Monachijskiej Akademii Sztuk Pięknych. Jego imię nosi główna ulica w Monachium – Oskar von Miller Ring.
Oskar von Miller studiował na Technische Universität München i zorganizował Munich Electrical Exposition 1882 roku. Zademonstrował wtedy transmisję energii elektrycznej drutem na odległość 57 km. W 1883 r. założył przedsiębiorstwo Deutsche Edison-Gesellschaft. Przedsiębiorstwo to w 1887 r. zostało przemianowane Allgemeine Elektricitäts Gesellschaft – AEG AG (AEG). Jest też autorem projektu i budowy pierwszej centralnej elektrowni w Berlinie. W 1891 r. Michał Doliwo-Dobrowolski pierwszy na świecie zbudował kabel, który przetransmitował prąd zmienny o 25000 V na odległość 180 km. Jego prace w zamianie energii wodnej na energię elektryczną doprowadziły do rozwoju hydroelektrycznych stacji i elektrowni w Bawarii.